# 다스
주식회사 다스(DAS)는 경상북도 경주시에 위치한 대한민국의 기업이다.

## 개요
자동차시트, 시트 프레임 등 자동차 부품을 생산하고 있다. 2015년 기준 매출액은 2조1300억원이고 경주 본사를 포함하여 전 세계 13개의 사업장을 운영 중이다. 매출액 중 절반 이상이 현대자동차에 대한 납품 거래에서 발생한다.
1987년 대부기공이라는 이름으로 설립되어 이듬해부터 현대자동차에 납품을 시작했고, 2003년에 현재의 이름(DAS)으로 기업 명칭을 변경했다. 비상장회사이며 대주주는 이명박 대통령의 맏형 이상은이다. 약 4%의 지분은 이명박의 고교 동창으로 후원회 명사랑 회장을 지낸 김창대가 갖고 있다.

## 실소유주 논란
다스 주주들과 가까운 관계인 이명박이 2007년 대한민국 대통령 선거에 출마할 한나라당 후보로 선출되면서, 다스의 실소유주가 이명박이라는 주장이 제기된 바 있다. 다스의 실소유주 문제는 이명박의 비리 의혹 중 별개의 사안으로 보이던 도곡동 땅 의혹과 BBK 주가 조작 사건 의혹을 연결시켜주는 고리라는 평가도 있다.
대한민국 제17대 대통령 한나라당 후보자 선출 선거 과정에서 이러한 의혹이 불거지자, 이명박 측은 다스 설립 시기가 이명박이 현대그룹의 계열사 사장을 맡고 있던 시기라는 점을 들어 다스 소유주가 이명박일 수가 없다고 해명했다.
BBK 주가 조작 사건을 수사한 서울중앙지검 특별수사팀 (최재경 부장검사)은 2007년 12월 5일 이 사건의 주범으로 김경준을 기소하면서, 다스가 이명박의 소유라는 점을 인정할 증거가 발견되었다고 밝혔다.
이명박이 차명으로 회사를 등록해 실소유주는 이명박이라는 주장이 꾸준히 제기되었다.
2018년 10월 5일, 서울중앙지방법원 형사27부 (재판장 정계선)는 이명박 전 대통령의 1심 선고에서 "피고인이 다스 실소유자이고 비자금 조성을 지시한 점이 넉넉히 인정된다"고 밝혔다.

## 횡령 등 의혹 검찰 수사
2012년 11월 9일 한겨레의 김태규, 김정필, 황춘화 기자는 2008년 초 정호영 특별검사팀이 다스에서 2003년부터 2008년까지 5년 동안 130억~150억원의 부외자금이 조성된 사실, 다스 경리 부서의 간부가 이 돈에서 3억원을 빼내 아파트를 구입하는데 사용한 사실 등을 확인하고도 수사 결과 발표 당시 공개하지 않고 검찰에 관련 내용에 대한 수사 요청도 하지 않았다고 보도했다.
2017년 10월 27일 JTBC의 정해성 기자는 다스가 120억원의 비자금을 조성한 것으로 추정된다고 보도했다.
2017년 12월 7일 참여연대와 민주사회를 위한 변호사 모임은 ㈜다스의 횡령, 범죄수익 은닉, 조세회피 혐의 등 의혹과 정호영 전 특별검사가 직무유기를 한 의혹을 서울중앙지방검찰청에 고발했다. 검찰은 해당 사건을 서울중앙지방검찰청 형사1부에 배당했으나, 12월 22일 대검찰청 반부패부는 서울동부지방검찰청에 별도 수사팀을 편성했다.
2018년 2월 19일 검찰은 중간 수사 결과를 발표했다. 검찰 수사 결과 다스 경리직원 조모씨는 2002년 6월부터 2007년 10월 무렵까지 다스 외환은행 법인계좌에서 출금 업무를 처리하면서 허위출금 전표를 삽입하거나 출금액 과다기재 수법으로 매월 1억∼2억원을 수표나 현금으로 빼돌려 80억원을 횡령하였고, 이를 다스 협력업체인 세광공업의 경리 이모씨에게 전달하였다. 이씨는 시중은행 3곳, 보험회사 1곳, 투자신탁회사 1곳 등 5개 금융기관에 17명 명의의 차명 계좌 40여개를 개설해 5년 간 보유하며 120억 4300만원으로 불렸다. 다스 경리 조씨는 이중 자신의 어머니 명의의 계좌에 보유한 돈을 주택 구입 자금 용도로 사용하였으며, 이와 별도로 회사 자금을 반환하지 않고 은닉하였다. 또한 김성우 전 사장, 권승호 전 전무가 경리 조씨와 공모하여 다른 비자금을 조성한 사실, 회사 차원에서 조지적으로 비자금을 조성한 사실, 다스 경영진이 납품 대가를 명목으로 금품을 수수한 사실도 확인되었다. 특수직무유기로 고발된 정호영 전 특별검사에 대해서는 무혐의 처리하였다.

## 같이 보기
- 이명박
- 이상은
- 현대자동차

## 참고자료
- “다스 연혁”. 다스. 2015년 8월 26일에 확인함.
- “다스, R&D 아낌없이 투자 '감성품질' 확보…자동차 시트 글로벌 기업…매출 2조 돌파”. 한국경제신문. 2015년 10월 20일. 2015년 10월 20일에 확인함.
- “제50회 대구ㆍ경북 무역의날, 수출 유공기업인 시상...다스 4억불 탑 수상”. 뉴시스. 2013년 12월 12일. 2013년 12월 12일에 확인함.
- “울산기업 다스 '제6회 Best of CHAMP Day' 우수상”. 헤럴드경제. 2015년 9월 18일. 2015년 11월 18일에 원본 문서에서 보존된 문서. 2015년 9월 18일에 확인함.
- “주)다스공조회 사랑의 물품지원 행사”. 대전투데이. 2014년 11월 28일. 2014년 11월 28일에 확인함.
- “'16살차 사돈' 김재정·이상은씨 늘 함께 등장 '의아' - 처남과 큰형 '이상한 거래'에 이후보만 몰랐다?”. 한겨레신문. 2007년 7월 6일. 2007년 11월 17일에 확인함.
- 조철환 기자 (2007년 6월 7일). “새 의혹으로 떠오른 車부품회사 '다스' - [이·박 검증 공방] 큰형·처남·친구 3인이 100% 소유”. 한국일보. 2013년 4월 26일에 원본 문서에서 보존된 문서. 2007년 11월 17일에 확인함.